# 人工神経
人工神経（じんこうしんけい）あるいは人工ニューロン（じんこうニューロン、英: artificial neuron）とは、ニューラルネットワークを構成する基本単位であり、モデル化された神経細胞（ニューロン）である。1つ以上の入力を受け取り（生物のニューロンの樹状突起群に相当）、それらの重み付け和から活性化関数を通して出力とする。
当記事ではニューラルネットワークの人工ニューロンに限って説明する。

## 基本構造
ここではよく研究されている種類のものを例として示す。ニューラルネットワークとして提案されているものの全てが必ずしもこのモデルにあてはまるわけではない。
入力をm個とする。各入力信号を {\displaystyle x_{1}} から {\displaystyle x_{m}} とし、重み付けを {\displaystyle w_{1}} から {\displaystyle w_{m}}、バイアス項を {\displaystyle b}、活性化関数を {\displaystyle \varphi } とする。
k 番目の人工神経の出力は次の式で表される:
{\displaystyle y_{k}=\varphi _{k}\left(\sum _{i=1}^{m}w_{ki}x_{i}+b_{k}\right)}
模式図的には以下のようになる。
このモデルは、線形変換と {\displaystyle \varphi }（非線形を含めた何らかの変換）を交互に繰り返すということしか言っていなく、{\displaystyle \varphi _{k}} もニューロンごとにバラバラであっても良いとすると、恒等変換も線形変換であるので、つまり、任意のいかなる関数変換をも表現できるモデルということになる。

## ニューラルネットワーク
以上のような人工神経によって構成されるネットワークについては、ニューラルネットワークの記事を参照のこと。

## その他
1943年に発表された、ニューラルネットワーク研究の嚆矢とされるA Logical Calculus of the Ideas Immanent in Nervous Activityの共著者の片方であるマカロックは神経生理学者だが、彼らの提案の主眼は生物の神経細胞を模擬することよりも、計算の理論で計算モデルと呼ばれるものとしての性質を検討することにあった（形式ニューロンの記事も参照）。
その後1957年に提案されたパーセプトロンや、研究方針としてのコネクショニズムの広まりもあったが、一方で生物の実際の神経細胞のモデルなのか、という疑念は生物学などだけではなく認知科学からも継続的に存在していた。しかし、「小脳パーセプトロン説」という仮説が支持されていることなど、2020年現在のところ、必ずしも全く無関係ではないという扱いが一般的となっている。